# 石井正能
石井 正能（いしい まさよし、? - 正保2年2月9日（1645年3月6日））は、江戸時代前期の肥前国佐賀藩士。島原の乱一番槍の勇将。通称は伝右衛門。法名は法性院日佑。

## 来歴
生家は、佐賀藩主鍋島家の藩祖以来の外戚家門で、代々重臣をつとめた石井家（三男家、三河守筋）。祖父石井生札義元は、藩祖鍋島直茂の家老をつとめ、鍋島生三、下村生運とともに、「鍋島三生」と称された名臣であった。
正能は、父伝右衛門から家督と家禄201石を相続し、初代藩主鍋島勝茂の御側役となる。島原の乱に出陣した際には、一門の石井弥七左衛門正之と示し合わせて、敵陣一番乗りを成し遂げ、一躍、家中の英雄となる。
その後も、勝茂に重用されて、勝茂が江戸に参勤するときは常に同行していたが、一方で江戸在府中、「鍋島主膳」と偽名を名乗り、吉原遊廓に通い詰める。さらに国許では、妻が正能の弟と不義密通騒動を起こし、親族からことごとく義絶されたという。一門から、正能の屋敷は「畜生門」と呼ばれていた。
ある時、江戸の佐賀藩邸に吉原から使者が来て、遊女からの書状をなんとか「鍋島主膳」という侍に渡さなければならないという。藩邸では「鍋島主膳なる侍はいない」と応対するが、その使者の話から、どうやらその侍が正能であることがわかってしまう。勝茂は他の家臣を吉原に派遣して、内偵調査をさせたが、正能の吉原への入り浸りは紛れもない事実であった。しかし勝茂は、正能が藩に勲功があった名臣・石井生札の孫であることや、彼自身も島原の乱一番槍の勇者であることを慮り、咎めることをせず、当面、正能に佐賀への帰国を命じる措置をとった。
しかし、佐賀に帰国した正能を追いかけて、馴染みの遊女が佐賀城下の正能の屋敷に訪ねてきてしまう。さすがに困惑した正能は、やむを得ずその遊女を屋敷に入れたが、このこと一切が勝茂の知るところになって、勝茂もやむ無く切腹の沙汰を下し、家禄没収、家督廃絶の処分となった。この一件は『葉隠』に詳しく記されている。
その後、正能の家督は嫡男石井次左衛門氏之が回復し、家禄100石をあらためて拝領。孫の伝右衛門氏久の代には家老に出世した。子孫には、戊辰戦争時の新政府軍海軍副参謀石井富之助藹吉がいる。また、正能の次男石井只右衛門氏利の子孫には国学者石井松堂がいる。正能の三男は、鐘ケ江弥太右衛門久徳の養子になり、鐘ケ江市太夫久林と名乗っている。

## 系譜
- 父：石井伝右衛門
- 母：不詳
- 妻：不詳
  - 嫡男：石井氏之
  - 次男：石井氏利
  - 三男：鐘ケ江久林 - 鐘ケ江久徳の養子